# Paropsia obscura
Paropsia obscura är en passionsblomsväxtart som beskrevs av Karl August Otto Hoffmann. Paropsia obscura ingår i släktet Paropsia och familjen passionsblomsväxter. Inga underarter finns listade i Catalogue of Life.